# Love How You Love Me
Love How You Love Me (englisch für „Liebe wie du mich liebst“) ist ein Lied der US-amerikanischen Pop-, R&B- und Dance-Sängerin Melanie Thornton aus dem Jahr 2000.

## Entstehung und Inhalt
Getextet und komponiert wurde Love How You Love Me von Melanie Thornton selbst, zusammen mit den Koautoren Mitchell Lennox und Julien Nairolf. Die beiden Koautoren zeichneten darüber hinaus für die Produktion verantwortlich. Es erschien erstmals am 6. November 2000 als Single und war Teil von Thorntons Debütalbum Ready to Fly (2001). Es ist ihre Debütsingle als Solokünstlerin.
Das Lied handelt von Jemanden der seine „Liebe“ gefunden hat. Er spricht über das Gefühl, nach jemandem gesucht zu haben, der ihn liebt und als sein Paradies betrachtet.

## Charts und Chartplatzierungen
| ChartsChartplatzierungen | Höchstplatzierung | Wochen |
| ------------------------ | ----------------- | ------ |
| Deutschland (GfK)        | 15 (20 Wo.)       | 20     |
| Österreich (Ö3)          | 48 (12 Wo.)       | 12     |
| Schweiz (IFPI)           | 29 (27 Wo.)       | 27     |

| ChartsJahrescharts (2001) | Platzierung |
| ------------------------- | ----------- |
| Deutschland (GfK)         | 89          |